# Ogólnopolski Konkurs Chórów „Ars Liturgica”
Ogólnopolski Konkurs Chórów „Ars Liturgica” – organizowany co dwa lata przez Oddział Bydgoszcz Związku Chórów Kościelnych Caecilianum oraz Pomorskie Stowarzyszenie Muzyki Sakralnej w Toruniu.
Celem konkursu jest popularyzacja polskiej i zagranicznej sakralnej twórczości chóralnej o tematyce liturgiczne. W konkursie biorą udział chóry amatorskie i zespoły wokalne w jednej z dwu kategorii: chórów kościelnych lub chórów świeckich.
W 2008 roku konkurs był organizowany osobno przez Oddział Bydgoszcz Związku Chórów Kościelnych Caecilianum i osobno przez Pomorskie Stowarzyszenie Muzyki Sakralnej w Toruniu. Konkursy odbyły się jednocześnie w Gnieźnie i w Toruniu. 

## Historia
- I konkurs: 6 listopada 2004
- II konkurs: 28 października 2006
- III konkurs: 25 października 2008
- IV konkurs: 23 października 2010 (w Gnieźnie)
- V konkurs: 19–20 października 2012

## Laureaci Grand Prix

### kategoria chórów kościelnych
- I konkurs: Chór DOMINICANTES WSB Poznańskiego Klasztoru oo. Dominikanów
- II konkurs: Schola Cantorum Misericordis Christi
- III konkurs: Chór Epifania (w Gnieźnie); Chór Parafii Farnej w Poznaniu (w Toruniu)
- IV konkurs: Chór Archikatedry Warszawskiej
- V konkurs: Zespół Kameralny Chóru Katedralnego im. ks. Alfreda Hoffmana w Siedlcach

### kategoria chórów świeckich
- I konkurs: Chór Kameralny Musica Viva Uniwersytetu Ekonomicznego w Poznaniu
- II konkurs: Chór Kameralny Akademii Medycznej we Wrocławiu
- III konkurs: Chór Wyższej Szkoły Administracji Publicznej im. Stanisława Staszica w Białymstoku (w Toruniu)
- IV konkurs: Zespół Męski „Gregorianum” z Warszawy
- V konkurs: Chór Gaudium per Canto z Gdańska